# Вулиця Професора Каришковського
Вулиця Професора Каришковського — одна із вулиць Одеси, розташована в Пересипському районі. Названа на честь Петра Каришковського, доктора історичних наук і професора Одеського університету. Бере початок від Балтської дороги та закінчується вулицею Жевахова.
Прилучаються вулиці Балтська дорога, 7-ма Пересипська, 4-й Балтський провулок, 5-й Балтський провулок, 6-й Балтський провулок і Жеваховою.

## Галерея

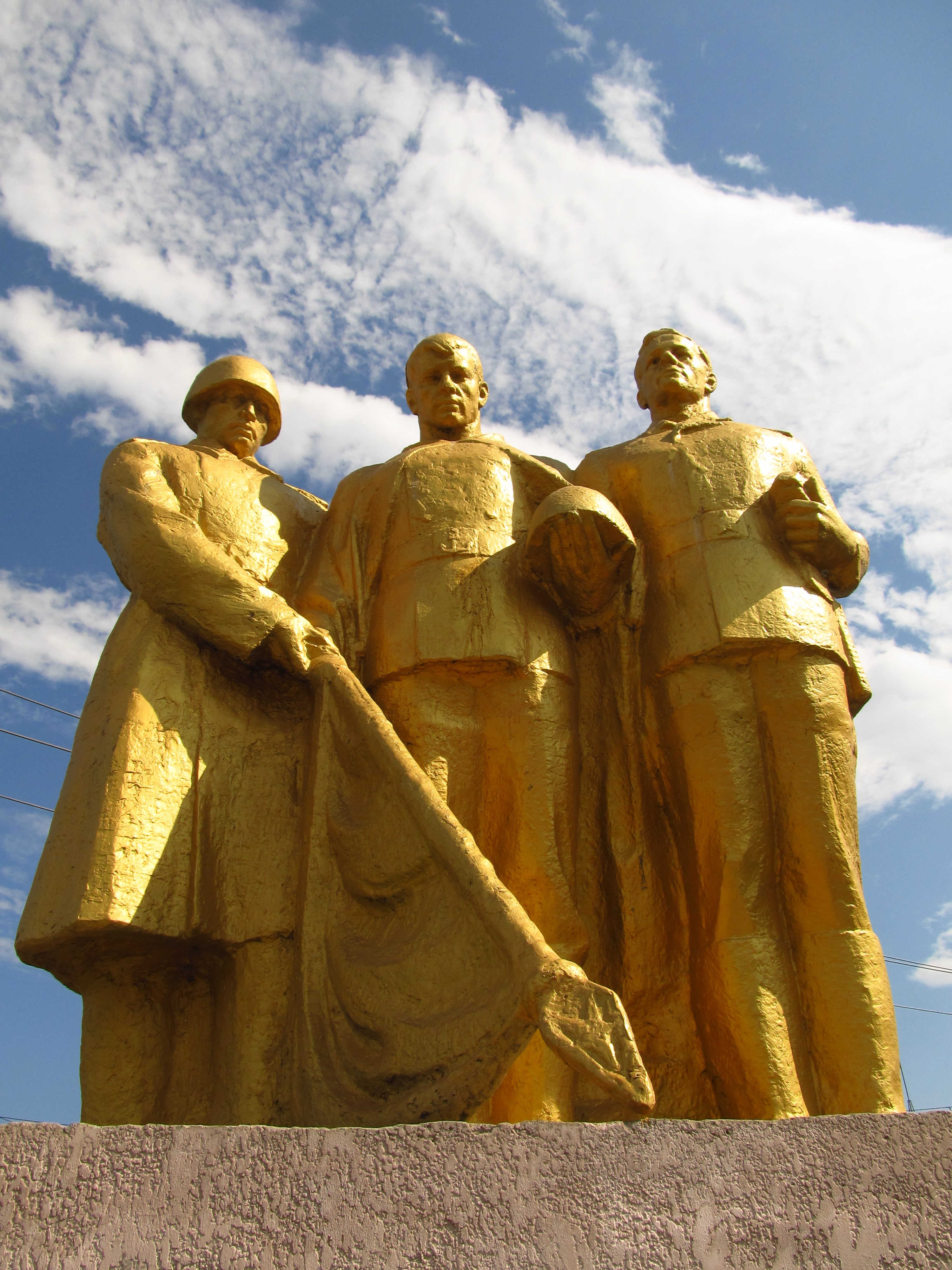
Пам'ятник робітникам заводу «Більшовик», розташований на вулиці Професора Каришковського, ріг 7-ї Пересипської